# Margot at the Wedding
Margot at the Wedding (bra: Margot e o Casamento) é um filme do gênero comédia dramática de 2007 dirigido por Noah Baumbach. A trilha sonora do filme foi composta e conduzida por Cliff Eidelman.[carece de fontes?]

## Enredo
Margot é uma escritora de sucesso, mas neurótica que traz seu filho de 11 anos de idade, Claude para passar um fim de semana visitando sua irmã de espírito livre Pauline às vésperas de seu casamento com Malcolm na casa de Pauline e Malcolm em Long Island. Margot desaprova a escolha de Pauline do noivo, que vai se tornar uma das várias fontes de tensão entre as duas irmãs. Malcolm também tem espírito livre, mas também sem sucesso, desmotivado, socialmente inadequado e "completamente desinteressante". Porque muito do tempo de Malcolm é gasto com pinturas, reprodução de música e escrever cartas para revistas, Margot sente que Pauline poderia ter escolhido melhor. Enquanto na cidade, Margot também será entrevistada em uma livraria local por Dick Koosman, um autor de sucesso com quem Margot está colaborando em um roteiro. A filha adolescente de Dick Maisie também visita a casa.
Embora Pauline esteja feliz que Margot apareceu, as duas compartilham uma fonte de tensão. Margot desaprova escolhas de vida de Pauline – além de se casar com Malcolm, Pauline está grávida, fato que ela não compartilhou com Malcolm ou sua filha pré-adolescente Ingrid. Pauline se ressente ao saber que suas experiências de vida têm sido usadas na escrituras de Margot. Ela também se irrita quando descobre que Margot compartilhou os segredos que disse a ela em confiança – incluindo sua gravidez. Cada uma das irmãs se sente injustamente escolhida uma pela outra. Ao invés de cuidar das suas frustrações, as irmãs cuidam daqueles ao seu redor. Pauline começa a desconfiar que o seu noivo é inadequado. Margot espeta crescentemente o constrangimento físico e emocional de seu filho. Como ele cresce, Claude se torna mais um alvo legítimo de seus poderes impiedosos de observação. As tensões vêm à cabeça duas vezes. A entrevista de Margot torna-se desastrosamente errada quando as questões de Dick tornam-se pessoais. Enquanto Pauline interroga Malco sobre os e-mails que ele recebeu de uma de suas alunas de 20 anos de idade. Em uma discussão entre Pauline e Margot é levantada a questão que Margot sofre de transtorno bipolar.
Fugindo para um motel, Pauline com raiva confronta Margot sobre como sua vida tem sido utilizada nos livros de Margot. No dia seguinte, quando Margot aconselha-a a fazer uma pausa com Malcolm, Pauline sai e conversa com Malcolm pelo telefone. Ele estando em miséria a impede de rejeitá-lo diretamente, embora não estando claro que ela vá abandoná-lo. Margot decide ficar com sua irmã, mesmo quando ela envia Claude de ônibus para Vermont. Quando o ônibus se afasta com Claude, Margot se arrepende abruptamente e corre atrás dele. Tomando um assento ao lado Claude, Margot recupera o fôlego.[carece de fontes?]

## Elenco
- Nicole Kidman – Margot
- Jennifer Jason Leigh – Pauline
- Jack Black – Malcolm
- John Turturro – Jim
- Ciarán Hinds – Dick Koosman
- Halley Feiffer – Maisy Koosman
- Seth Barrish – Toby
- Michael Cullen – Sr. Volger
- Enid Graham – Srª. Volger
- Zane Pais – Claude
- Flora Cross – Ingrid

## Recepção
No agregador de críticas dos Estados Unidos, o Rotten Tomatoes, na pontuação onde a equipe do site categoriza as opiniões da  grande mídia e da mídia independente apenas como positivas ou negativas, o filme tem um índice de aprovação de 52% calculado com base em 168 comentários dos críticos. Por comparação, com as mesmas opiniões sendo calculadas usando uma média aritmética ponderada, a nota alcançada é 5.62/10 que é seguida do consenso: "Apesar de um grande elenco, os personagens de Margot at the Wedding são muito desagradáveis para encantar os espectadores". 
Em outro agregador de críticas também dos Estados Unidos, o Metacritic, que calcula as notas das opiniões usando somente uma média aritmética ponderada de determinados veículos de comunicação em maior parte da grande mídia, o filme tem 37 avaliações da imprensa anexadas no site e uma pontuação de 66 entre 100, com a indicação de "revisões geralmente favoráveis".